# A Best
 (février 2023).
Si vous disposez d'ouvrages ou d'articles de référence ou si vous connaissez des sites web de qualité traitant du thème abordé ici, merci de compléter l'article en donnant les références utiles à sa vérifiabilité et en les liant à la section « Notes et références ».
Albums de Ayumi Hamasaki
Duty
(2000) I am...
(2002)
Remix par Ayumi Hamasaki
ayu-mi-x III Acoustic Orchestra
(2001) Ayu-ro mix 2
(2001)
A BEST est la première compilation de Ayumi Hamasaki.

## Présentation
L'album sort le 28 mars 2001 au Japon sous le label Avex Trax, produit par Max Matsuura. Il ne sort que six mois après le précédent album original de la chanteuse, Duty, et un mois seulement après ses deux albums de remix ayu-mi-x III (Acoustic Orchestra et Non-Stop Mega Mix). Il sort le même jour que l'album Distance de sa prétendue rivale Hikaru Utada, contre l'avis de Hamasaki qui s'était publiquement opposée à une sortie simultanée et à une compilation si tôt dans sa carrière.
L'album débute à la 2e place du classement de l'Oricon, derrière l'album d'Utada, puis atteint la première place en deuxième semaine. Il se vend à 2 874 870 exemplaires la première semaine (contre 3 002 720 pour Distance), et reste classé pendant 48 semaines, pour un total de 4 301 353 exemplaires vendus au Japon, ou 6 750 000 dans toute l'Asie. Il reste l'album le plus vendu de la chanteuse ; d'après l'oricon, c'est le 2e album japonais le plus vendu de la décennie, et le 6e de tous les temps.
La compilation contient dans l'ordre chronologique seize chansons : les chansons-titre de douze des 21 singles de la chanteuse sortis jusqu'alors, deux des quatre faces A du single A (Trauma et End roll), et deux autres chansons parues sur ses deux premiers albums (A Song for ×× et Who…), toutes considérées comme les préférées des fans. Il n'y a pas de titres inédits, mais les chansons-titre des singles Trust et Depend on you et de l'album A Song for ×× ont été ré-enregistrées pour l'occasion ; celle du single Boys & Girls et la chanson End roll du single A ont aussi été remaniées, bien que ça n'est pas été précisé.
La compilation est vendue dans un boitier cartonné ; les premiers exemplaires furent édités avec une de six couvertures différentes du livret. Une autre version de la compilation est éditée pour le reste de l'Asie, dont la Corée du Sud, Singapour et les Philippines, avec les chansons originales à la place des versions réarrangées de la version japonaise, et une pochette légèrement différente.
La compilation sera ré-éditée le 28 février 2007 à l'occasion de la sortie simultanée de deux compilations qui lui font suite : A BEST 2 -WHITE- et A BEST 2 -BLACK-. Elle sera aussi ré-éditée quinze ans après sa sortie originale avec des bonus et sous-titrée -15th Anniversary Edition-.

## Liste des titres
Toutes les paroles sont écrites par Ayumi Hamasaki.
| 1.  | A Song for ×× (new vocal and mix) | Yasuhiko Hoshino           | 4:47 |
| 2.  | Trust (new vocal and mix)         | Takashi Kimura             | 4:48 |
| 3.  | Depend on you (new vocal & mix)   | Kazuhito Kikuchi           | 4:18 |
| 4.  | LOVE 〜Destiny〜                  | Tsunku                     | 4:54 |
| 5.  | TO BE                             | D・A・I                    | 5:19 |
| 6.  | Boys & Girls                      | D・A・I                    | 3:54 |
| 7.  | Trauma                            | D・A・I                    | 4:18 |
| 8.  | End roll                          | D・A・I                    | 4:42 |
| 9.  | appears                           | Kazuhito Kikuchi           | 5:38 |
| 10. | Fly High                          | D・A・I                    | 4:07 |
| 11. | vogue                             | Kazuhito Kikuchi           | 4:28 |
| 12. | Far away                          | Kazuhito Kikuchi & D・A・I | 5:35 |
| 13. | SEASONS                           | D・A・I                    | 4:15 |
| 14. | SURREAL                           | Kazuhito Kikuchi           | 4:42 |
| 15. | M                                 | CREA                       | 4:30 |
| 16. | Who...                            | Kazuhito Kikuchi           | 5:36 |

## -15th Anniversary Edition-
Albums de Ayumi Hamasaki
A ONE
(2015)
Compilations par Ayumi Hamasaki
Winter diary 〜A7 Classical〜
(2015)
A BEST -15th Anniversary Edition- est une réédition de la compilation A BEST de Ayumi Hamasaki, qui sort le 28 mars 2016 au Japon sous le label Avex Trax à l'occasion des 15 ans de sa sortie. 
Elle sort en deux versions : une version CD seul contenant les mêmes pistes que l'original mais remasterisées par Stephen Marcussen (en) et incluant le nouveau service "sumapura music" permettant d'écouter le contenu audio sur smart phone, et une version "deluxe" incluant en supplément un t-shirt, un livret "anniversary book", deux disques vidéo DVD et Blu-ray contenant tous deux les douze clips vidéos existant pour les titres présents sur le CD (trois des clips sont enchainés sur la piste 8), et le service "sumapura movie" permettant de visionner le contenu vidéo sur smart phone.
L'album débute à la 9e place du classement de l'Oricon. Il se vend à 9 413 exemplaires la première semaine et reste classé pendant 8 semaines, pour un total de 18 277 exemplaires vendus.
Toutes les paroles sont écrites par Ayumi Hamasaki.
| 1.  | A Song for ××    | Yasuhiko Hoshino           | 4:47 |
| 2.  | Trust            | Takashi Kimura             | 4:48 |
| 3.  | Depend on you    | Kazuhito Kikuchi           | 4:18 |
| 4.  | LOVE 〜Destiny〜 | Tsunku                     | 4:54 |
| 5.  | TO BE            | D・A・I                    | 5:19 |
| 6.  | Boys & Girls     | D・A・I                    | 3:54 |
| 7.  | Trauma           | D・A・I                    | 4:18 |
| 8.  | End roll         | D・A・I                    | 4:42 |
| 9.  | appears          | Kazuhito Kikuchi           | 5:38 |
| 10. | Fly High         | D・A・I                    | 4:07 |
| 11. | vogue            | Kazuhito Kikuchi           | 4:28 |
| 12. | Far away         | Kazuhito Kikuchi & D・A・I | 5:35 |
| 13. | SEASONS          | D・A・I                    | 4:15 |
| 14. | SURREAL          | Kazuhito Kikuchi           | 4:42 |
| 15. | M                | CREA                       | 4:30 |
| 16. | Who...           | Kazuhito Kikuchi           | 5:36 |

| 1.  | Trust (Clip vidéo)                        |  |
| 2.  | Depend on you (Clip vidéo)                |  |
| 3.  | LOVE 〜Destiny〜 (Clip vidéo)             |  |
| 4.  | TO BE (Clip vidéo)                        |  |
| 5.  | Boys & Girls (Clip vidéo)                 |  |
| 6.  | appears (Clip vidéo)                      |  |
| 7.  | Fly High (Clip vidéo)                     |  |
| 8.  | vogue 〜 Far away 〜 SEASONS (Clip vidéo) |  |
| 9.  | SURREAL (Clip vidéo)                      |  |
| 10. | M (Clip vidéo)                            |  |